# Margaret Clunie
Margaret Clunie (Inglaterra, 3 de octubre de 1987) es una actriz y modelo británica, conocida por haber participado de varias producciones cinematográficas como  Victoria (2016), Last Christmas (2019) y Here Comes Hell (2019).

## Biografía
Nació en Inglaterra en 1987 en Hertfordshire. hija de un consultor empresarial y una secretaria médica. Tiene una hermana mayor. Inicialmente, Clunie quería ser periodista de moda. Estudió inglés en la Universidad de Newcastle, donde participó en teatro. Luego se graduó de la Escuela de Drama de Oxford en el 2010.

## Carrera
Fue descubierta por un cazatalentos a los 14 años y comenzó un carrera como actriz de cine y televisión.
Clunie hizo su debut televisivo en un episodio de 2012 de la telenovela médica Doctors de BBC One. Al año siguiente, tuvo un papel recurrente como Natasha en la segunda serie de la comedia negra de Sky Arts A Young Doctor's Notebook con Daniel Radcliffe y Jon Hamm. Hizo su debut teatral en Londres en Hard Feelings en el Finborough Theatre al año siguiente.
En el 2016 y el 2017, Clunie interpretó a Harriet, duquesa de Sutherland en las dos primeras series del drama biográfico de ITV Victoria. También interpretó a Jess en la película de comedia Goldbricks in Bloom de Danny Sangra.
En el 2019, Clunie protagonizó un episodio de la serie policial Death in Paradise de BBC One y apareció en la película de comedia romántica Last Christmas. A esto le siguieron papeles como Ellie en la miniserie griega Kart postal (o Postcard) en 2021, la anfitriona en la serie Andor de Disney+ en el 2022 y Domenica Howarth en la segunda serie del drama criminal de Channel 5, Dalgliesh.

## Vida personal
En diciembre del 2016, Clunie se casó con Tom Bull en la iglesia de St Giles, Camberwell; habían estado en una relación durante casi una década.  En el 2016, la pareja residía en Peckham.

## Cine y televisión
- Doctors-serie de televisión- como Mary Dixon (2012)
- Babylon (serie de televisión ), como Gina (2012)
- 2014: 
  - Groucho Nietzsche, cortometraje
  - Sophia Grace & Rosie's Royal Adventure, como la Princesa Abigail
  - Smart TV	como Chloe
  - Intervention, como Amy
- 2015: Christmas Eve, como Sherry
- Victoria (serie de televisión) (2016) como Harriet, Duquesa de Sutherland.
- Last Christmas (2019)
- Here Comes Hell (2019)